# Polana Siodło
Polana Siodło lub po prostu Siodło (słow. Sedlo) – polana w masywie Osobitej w słowackich Tatrach Zachodnich. Zajmuje niemal płaski i równy rejon przełęczy Mihulcze Siodło pomiędzy Rzędowym Zwornikiem a Mihulczą Czubą. Dawniej należała do Hali Suchej położonej w obrębie Doliny Suchej Orawickiej. Do XIX wieku wypasali na niej mieszkańcy wsi Brzozowica, później wsi Witanowa.  Przed II wojną światową problematykę pasterstwa w słowackich Tatrach Zachodnich badała polska uczona – Zofia Hołub-Pacewiczowa. Podaje ona, że w 1930 r. na Hali Suchej  wypasano 200 owiec na 1 km², co świadczy o intensywności pasterstwa, ale również o żyzności pastwisk. Po utworzeniu TANAP-u wypas zniesiono. Pozostawiona swojemu losowi polana Siodło stopniowo zarasta lasem – duży, dawniej trawiasty stok (tzw. halizna) opadający spod polany do Żlebu pod Siodło został zalesiony, co widać na zdjęciach lotniczych słowackiej mapy.